# 射撃

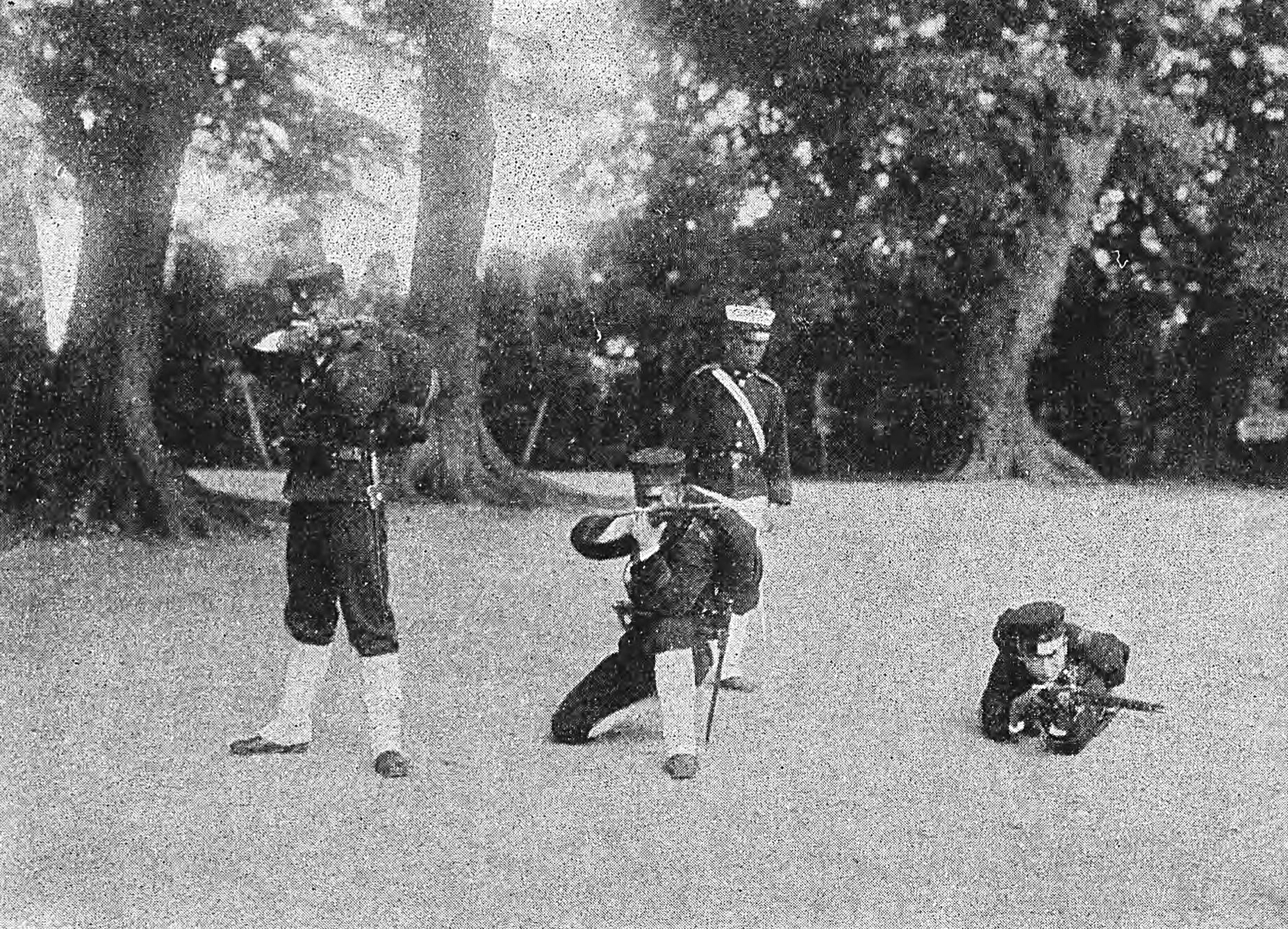
軍隊における射撃の訓練。左から立射、膝射、伏射の体勢

射撃（しゃげき）とは、銃や砲から弾丸を発射することを指す。

## 種類

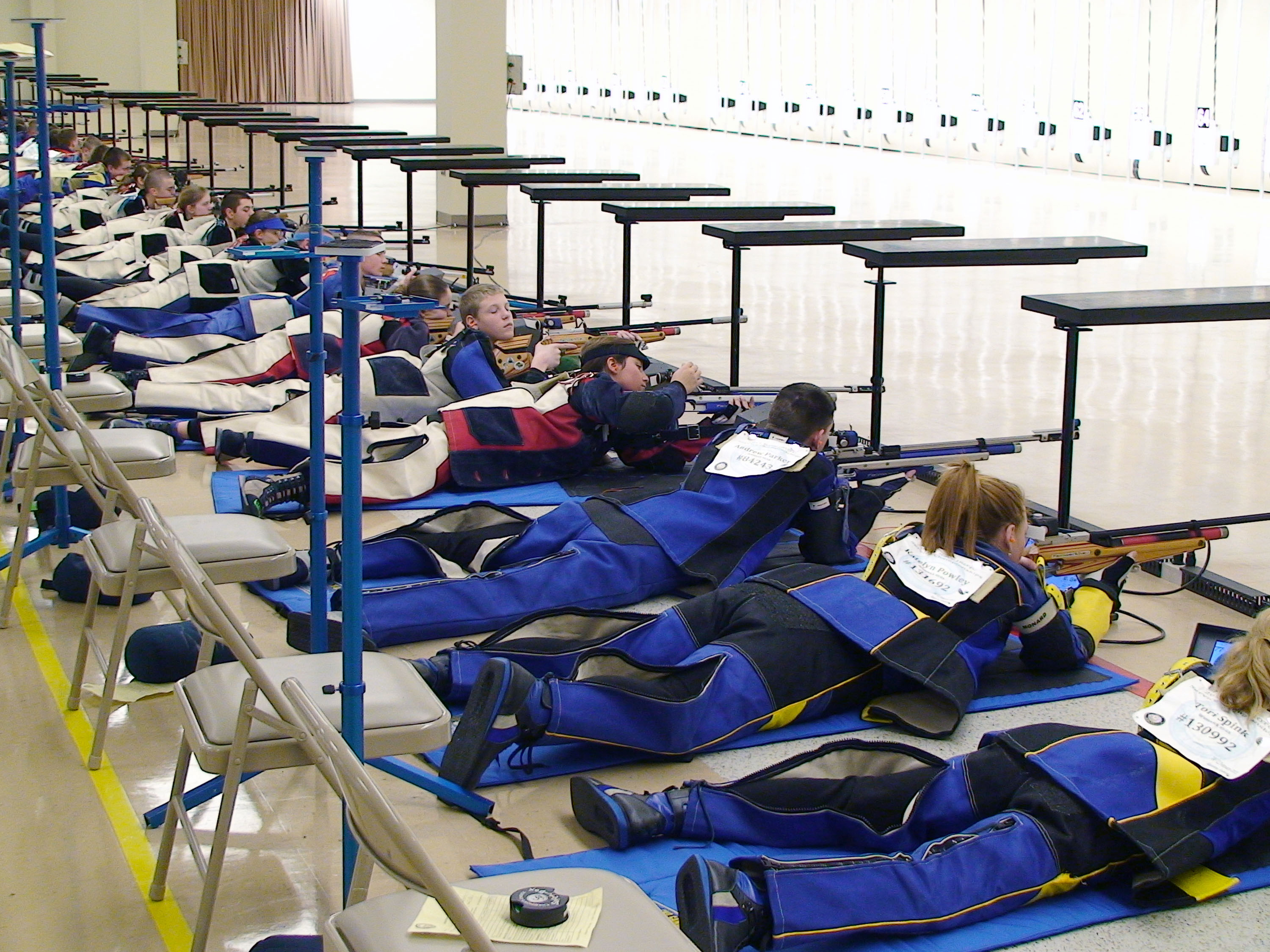
伏射

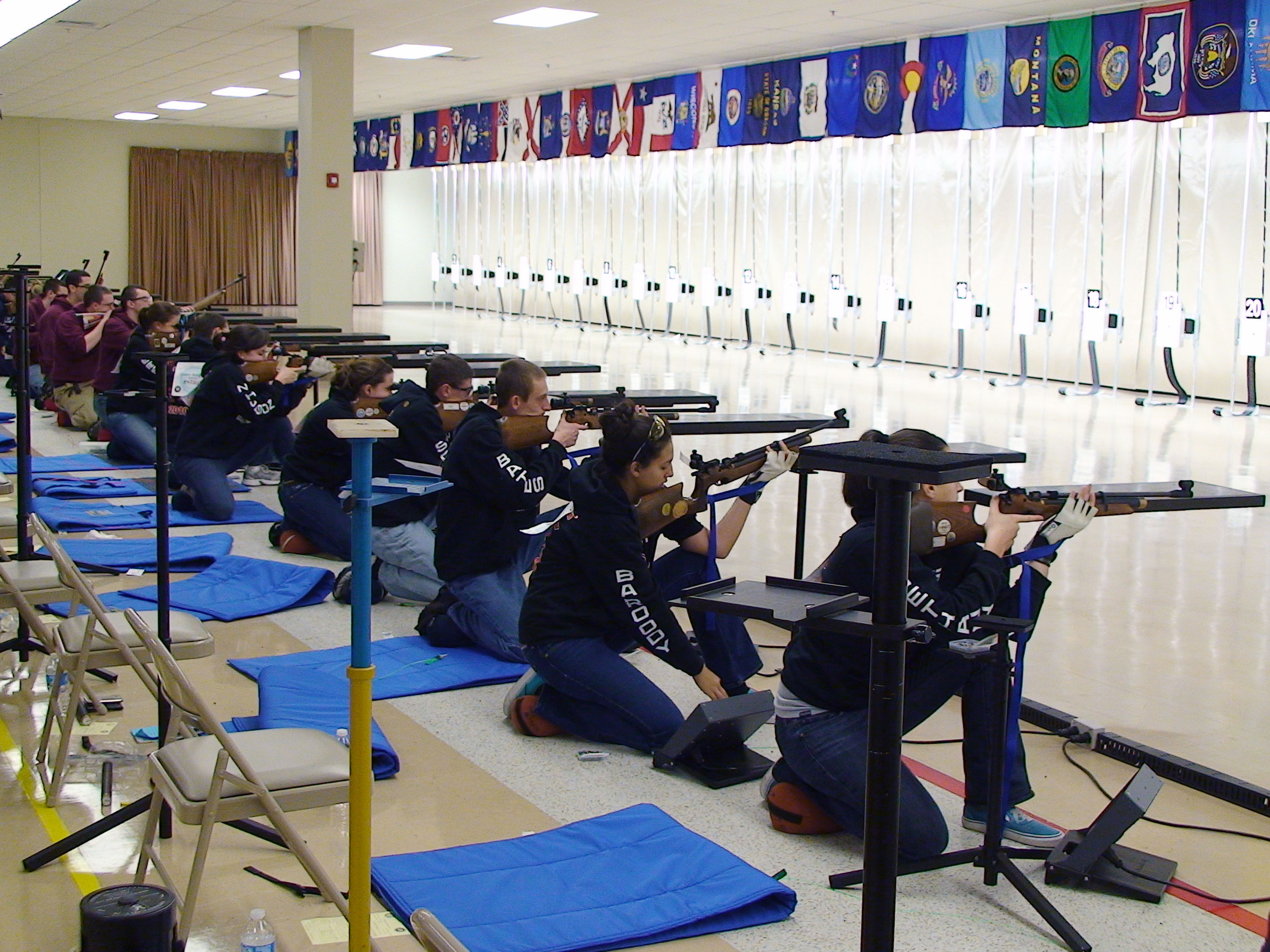
膝射

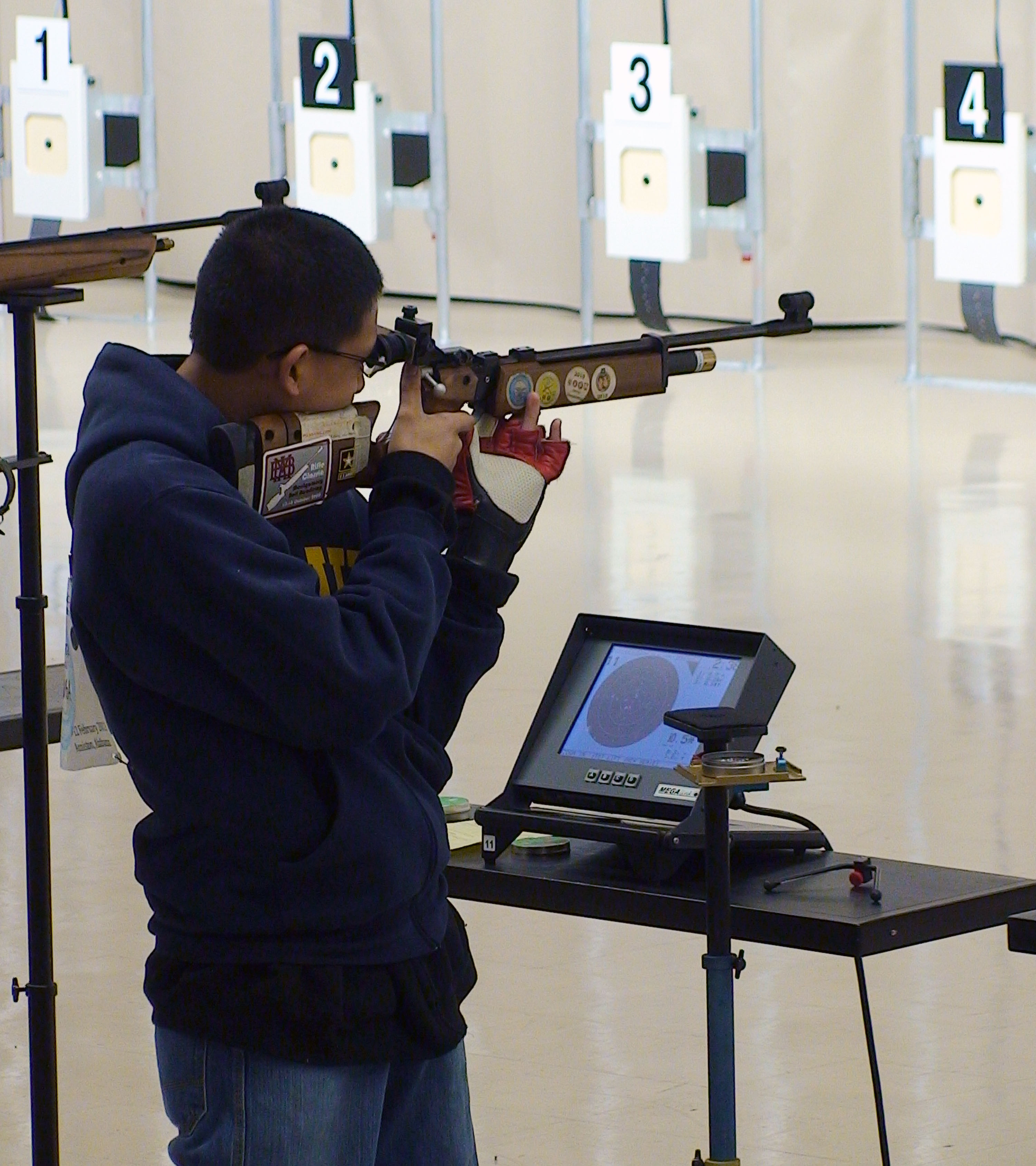
立射

射撃の姿勢には伏射、膝射、立射の3種類がある。ただしスポーツのクレー射撃は射手が射台に立って行う競技であり、スポーツのピストル射撃の競技も立射の種目のみである。
このほかには椅子に腰掛けた状態で両肘をテーブルに載せる肘射（ちゅうしゃ）や、地面に座った状態で射撃する座射（ざしゃ）もある。
伏射（ふくしゃ）
伏射は地面（スポーツのライフル射撃競技ではあらかじめ用意されている射撃用マット）にうつぶせの姿勢で行う射撃をいう。銃の支持は両手及び片方の肩で行う。頬を銃床に当てた状態で狙いを定める。
ライフル射撃競技では上腕と銃を固定するスリングを用いることが認められているが、銃は他のいかなるものにも触れてはならない。前腕部は地面に触れてはならず地面と腕の角度は30度以上に保持しなければならない。
膝射（しっしゃ）
膝射はしゃがんだ姿勢での射撃で、右利きの場合、左足、右足の爪先、右足の膝の3点を地面に付けた射撃をいう。
ライフル射撃競技ではライフルを両手で持って右肩で支持する。伏射と同様に銃を固定するスリングを用いることが認められている。
立射（りっしゃ）
立射は両足を地面に付け、両脚を伸ばしまっすぐに立った状態で行い、他に支持する部分がない射撃をいう。
ライフル射撃の場合、ライフルを両手で持って照準のある側の肩で支持する。ライフル射撃競技では照準側の頬は銃に触れても構わないとされている。銃身を支える側の腕（右利きであれば左腕）の肘は腰によって支える。右腕には支えとなるものはない。
スポーツのピストル射撃は立射の種目のみで、すべての種目で銃は片手で保持する。また、ラピッドファイアピストル競技では、各射撃前に銃を体の前45度の角度に下げて構える姿勢をとる必要がある。
スポーツのクレー射撃は射手が射台（しゃだい）に立って行う競技である。ショットガン射撃の立ち姿勢は種目により異なりスキートシューティングポジションやトラップシューティングポジションなどがある。

## 用具
銃のほかに下記のような用具が用いられる。射撃競技では選手が好みに合わせて選択する。
ゴーグル
眼を保護する装備。スポーツのピストル射撃では防護メガネの装着が義務付けられている。射撃競技では利目だけで見るため片方を塞ぐブラインドなど様々なパーツがある。
イヤープロテクター
耳を保護する装備。スポーツ等では射手や射場役員に着用が義務付けられている場合がある。
服
射撃競技では固い素材で作られ姿勢を安定させる服を着用できる。靴にも専用品がある。
望遠眼鏡
スポーツのピストル射撃では望遠眼鏡の使用が認められているが、銃に装着する照準レンズ・照準器・照準鏡の使用は認められていない。
なお競技用ライフルには照門や照星といった器具が銃に備わっている。